# Pierre Lévy (industriel)
Pour les articles homonymes, voir Lévy et Pierre Lévy.
Pierre Lévy, né le 11 avril 1907 à Guebwiller dans le Haut-Rhin, et mort le 25 février 2002 à Bréviandes près de Troyes, est un industriel, collectionneur et mécène français. 
Au début des années 30, il rachète la société troyenne Devanlay-Recoing en faisant une des plus grandes entreprises de textile françaises. Il rachète les Nouvelles Galeries et Uniprix dans les années 1950.
Il est le père de la peintre et sculptrice Martine Martine et par une autre de ses filles, le grand-père d'Éric Lombard, dirigeant d'entreprise et ministre de l'Économie depuis décembre 2024.

## Biographie

### Carrière industrielle
Affecté dans l'armée à Troyes en 1927, Pierre Lévy y travaille ensuite dans l'usine de maille «le Jersey Troyen» : il épouse la fille du propriétaire, Denise Lièvre (1911-1993) et en prend la direction. 
À 24 ans, il rachète l'usine Devanlay-Recoing avec deux de ses oncles, les frères Georges et René Spira. Les usines Devanlay-Recoing produisent en masse des produits textiles de qualité moyenne à destination de la grande distribution, et exécutent des commandes pour l'armée française. 
Dès le début, Devanlay-Recoing est bien «connecté» avec les grands magasins d'habits.
Pierre Lévy développe une des plus grandes entreprises textiles françaises dans le bassin d'emploi de Troyes. La société Devanlay existe toujours; elle est notamment connue pour avoir la licence mondiale de fabrication et de distribution des vêtements Lacoste.
En décembre 1941, Pierre Lévy se réfugie dans la clandestinité en zone non occupée lorsque les premières rafles allemandes antijuives sont déployées ; pendant l'Occupation, le capital de Devanlay est aryanisé. 
Lévy reprend les rênes de l'entreprise en octobre 1944 et approvisionne l'usine avec 100 tonnes de fil, qu'il avait dissimulées à Bordeaux. Il signe un partenariat pour fournir l'Alsacienne de Prisunic et les Galeries Lafayette pendant dix ans, une base solide, sur laquelle il a fait croître les moyens de sa société. Il prend aussi 11% du capital de l'Alsacienne de Prisunic et monte rapidement à 36%. Il prend également une participation dans Les Nouvelles Galeries. Il crée la S.A.F.A.T pour la gestion des actifs financiers de son groupe, et Rodin pour la gestion des actifs immobiliers.
En 1953, Lévy rachète les Nouvelles Galeries et les magasins Uniprix.
En 1976, la société Devanlay traverse une crise financière et Pierre Lévy y fait entrer son beau-fils, Léon Cligman pour redresser le groupe ; un conflit familial s'ensuivra, Cligman défendant qu'on lui avait promis le contrôle de la société une fois le redressement effectué, face à la famille Lévy, qui ne souhaite pas abandonner le contrôle des actions Devanlay. 
Finalement, le groupe Devanlay est cédé pour 2,9 milliards de Francs au groupe suisse Maus Frères en 1998,.

### Collection d'art

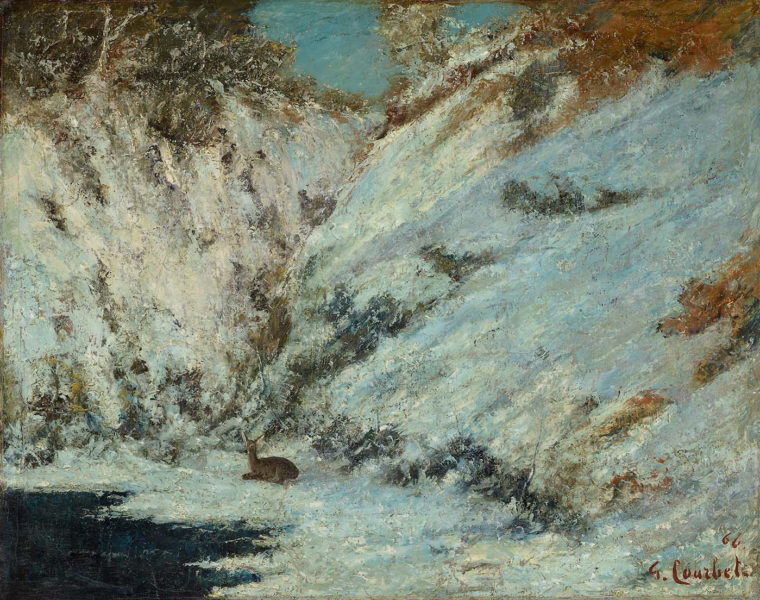
Paysage de neige dans le Jura, avec chevreuil, par Gustave Courbet en 1866.

Pierre et Denise Lévy font partie des plus grands collectionneurs français d'art du XXe siècle. Ils côtoient de nombreux artistes : Maurice Marinot - dont une aquarelle  le représente assoupi dans un fauteuil moderne, dans sa bibliothèque -, André Derain, Pierre Dumont, Léon Lehmann, Henri-Pierre Roché, André Villeboeuf, Roger Lersy, Édouard Goerg, Pierre Bosco.
En 1976 ils ont offert 2 000 œuvres (des années 1850 aux années 1950) à la ville de Troyes. Cette collection éclectique inclut des Arts premiers, sculptures, et des noms prestigieux de la peinture, Modigliani, Vuillard, Matisse, Vallotton, Degas, Delaunay, Balthus, Buffet, Gustave Courbet, de Staël. … et une des collections les plus importantes au monde de Derain et de Marinot.  
Cette collection permettra l'ouverture du musée d'Art moderne de Troyes, qui sera inauguré en 1982 par le Président François Mitterrand. 
La collection, une des plus importantes collections privées du XXe siècle, avait été présentée en 1978 lors d'une exposition de plusieurs mois au musée de l'Orangerie dans le jardin des Tuileries à Paris.

### Autres mandats
- Membre du conseil artistique de la Réunion des musées nationaux

## Famille
Pierre Levy est le père de cinq enfants ː Martine dite Martine Martine, peintre et sculptrice et qui épousera Léon Cligman, Annie mère d'Éric Lombard, dirigeant d'entreprise et ministre de l'Économie depuis décembre 2024, AAà qui!  Claire, François et Denise.

## Ouvrages
- D'un souvenir à l'autre, Paris, ISI, 1980, 283 p.
- L'Art et l'Argent, Paris, ISI, 1982, 353 p.
- Des artistes et un collectionneur, Paris, Flammarion, 1976, 381 p. (ISBN 2-08-060866-5)
- Des pensees et des notations, Paris, Claude DRAEGEER, 1987

## Vie privée
Sa fille, Martine, est connue comme artiste sous le nom de Martine Martine. Martine est mariée à Léon Cligman, le dirigeant d'Indreco. 
Le fils de Pierre Lévy, François, a repris son siège au conseil de Devanlay, épaulé par ses deux sœurs Claire et Annie. Éric Lombard compte parmi les petits-fils de Pierre Lévy.